# Anstalten Hall
Anstalten Hall, eller bara Hall är en sluten kriminalvårdsanstalt belägen i Hall cirka fem kilometer sydost om Södertälje. Räknat på antalet platser är Hall, med 200 platser, en av landets allra största slutna anstalter. Hall har säkerhetsklass 1, vilket innebär att anstalten enligt Kriminalvården är tillfredsställande säker inte bara mot rymningar, utan även mot fritagningar.

## Historik

### Halls säteri
Egendomen Hall i Östertälje socken blev säteri under Lars Sparres ägo på 1660-talet. I samband med rysshärjningarna 1719 brändes Halls byggnader ner men återuppbyggdes av den nye ägaren, von Schewen. Vid den tiden byggdes även den enda kvarvarande norra flygeln. I mitten av 1800-talet fick huvudbyggnaden genom en påbyggnad sitt nuvarande utseende. Under Hall låg flera torp och en vattenkvarn vars timrade byggnad från 1812 fortfarande är bevarad.

### Åkerbrukskolonin Hall

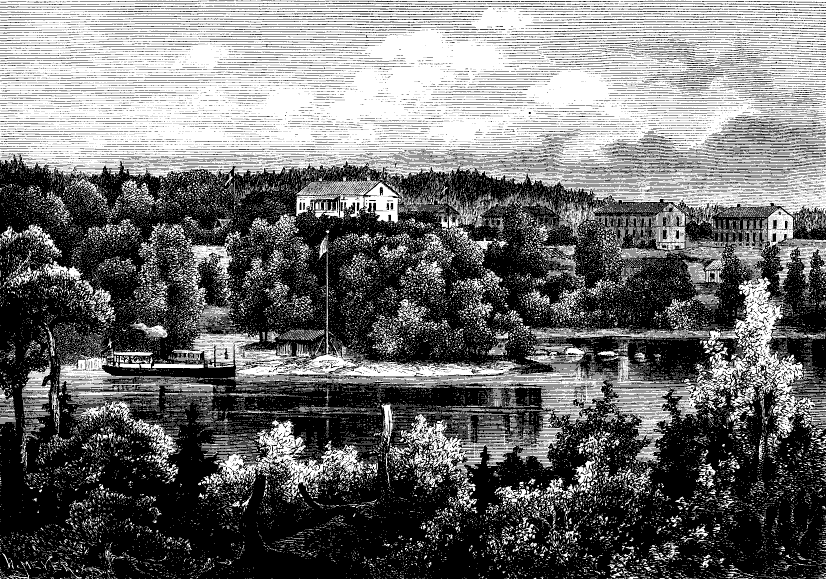
Åkerbrukskolonin Hall 1879.

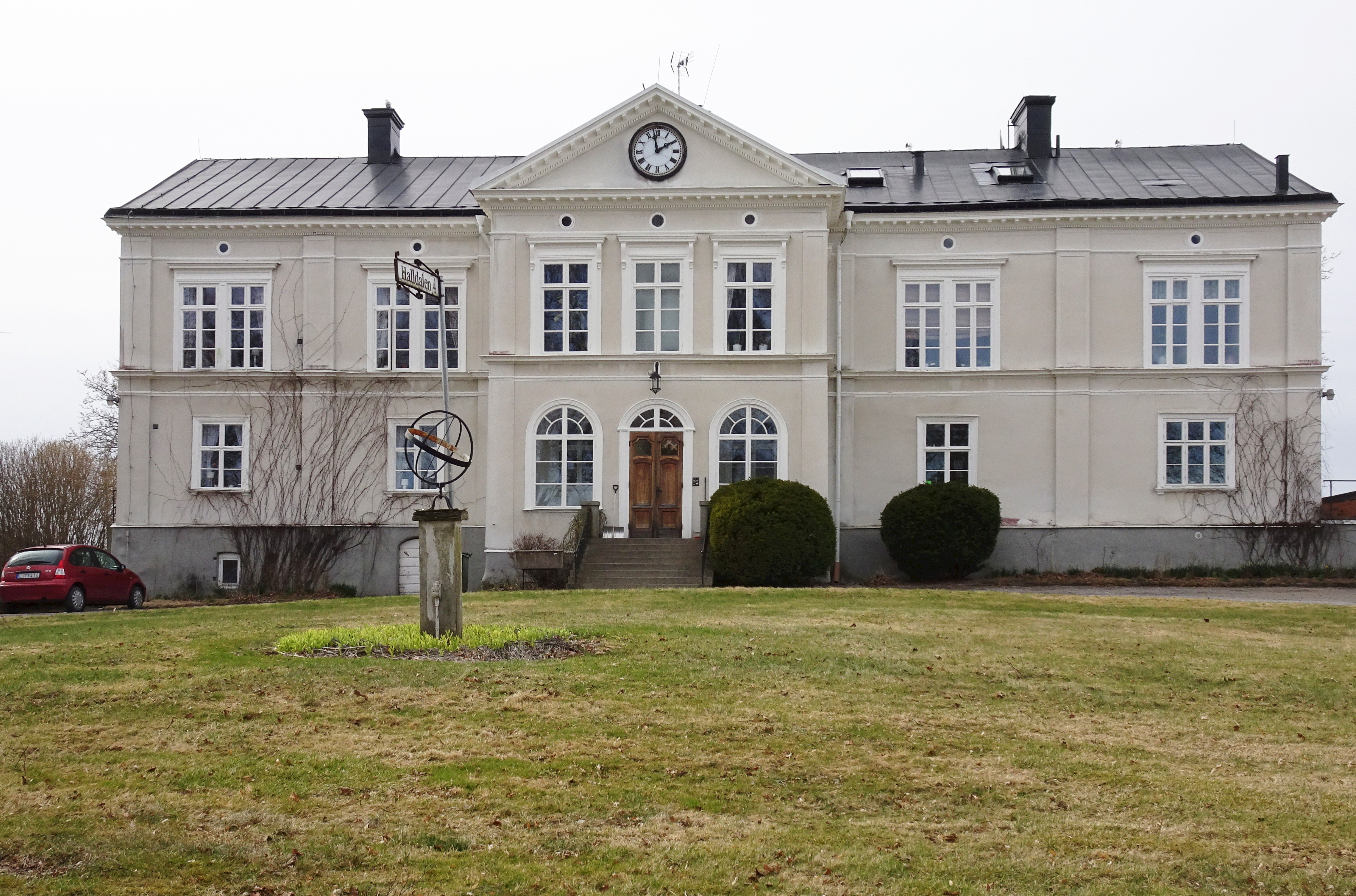
Halls huvudbyggnad från 1700-talet.

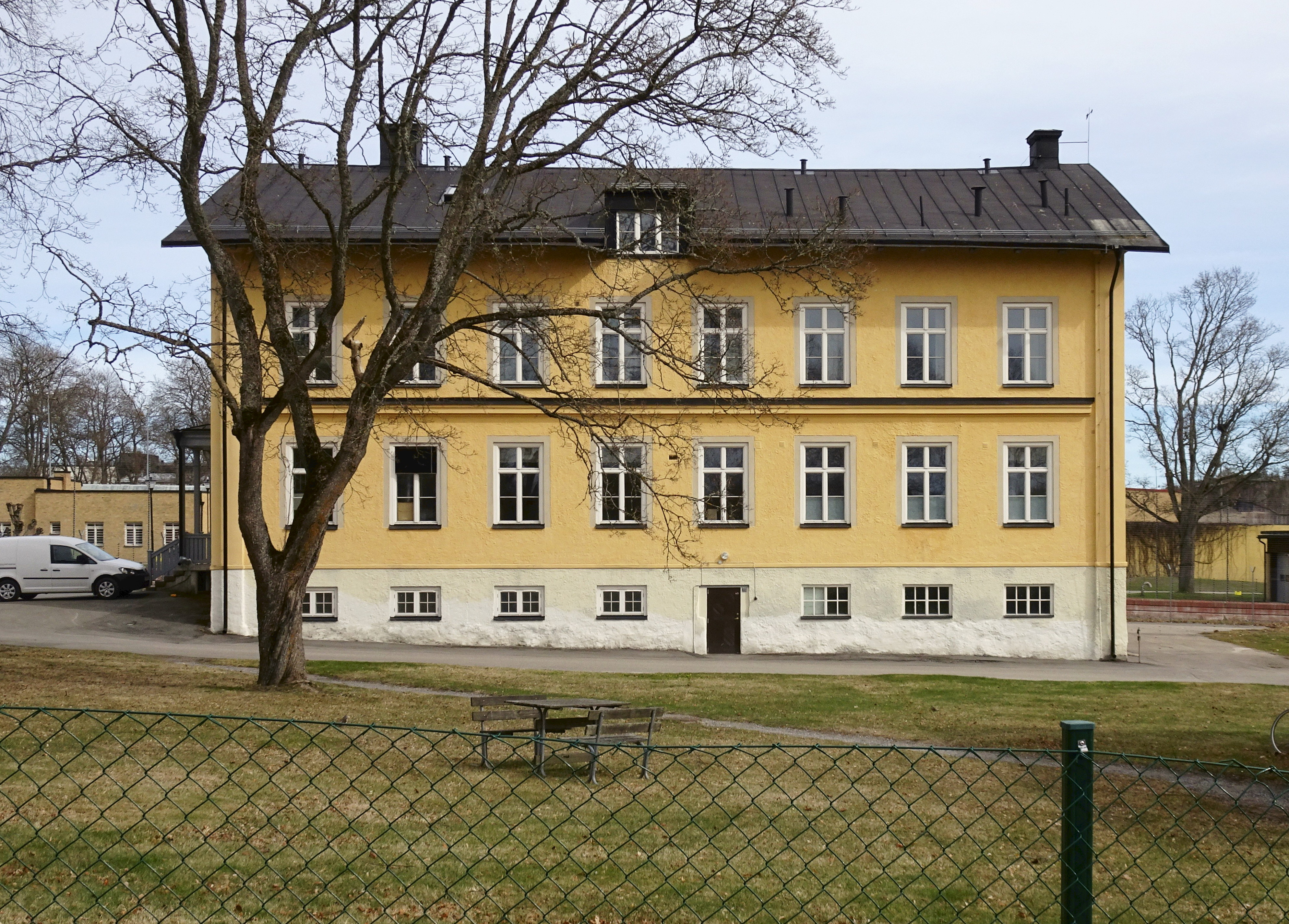
En av Johan Fredrik Åboms elevbyggnader vid Hall från 1876.

År 1875 inrättade Föreningen till minne af konung Oskar I och drottning Josefina (stiftad 1873), under ledning av främst Gustaf Fridolf Almquist, på platsen en förbättringsanstalt för "vanartiga barn", benämnd Åkerbrukskolonin Hall, efter förebild av de franska Mettray (1839) och Val-d’Yèvre (1847), om vilka Knut Olivecrona 1873 utgivit redogörelser. Anstalten hade till uppgift att från hela Sverige ta emot pojkar i åldern 10-15 år, "vilka begått brottsliga handlingar eller ådagalagt grövre vanart, samt att återföra och uppfostra dem till gudsfruktan, arbetsamhet och goda seder". 
Enligt 1879 års reglemente utövade länsstyrelsen i Stockholm län tillsyn över anstalten och platsantalet var begränsat till 125. Detta utökades genom kungligt brev 1888 till 175 och 1921 till 210.  Från 1902 utvidgades också målgruppen till pojkar upp till 18 år. År 1926 blev åkerbrukskolonin skyddshem i enlighet med barnavårdslagen. Den kände högermannen Gustaf Fredrik Östberg var 1896-1922 ordförande i anstaltens styrelse, för att efterträdas av Viktor Almquist, son till grundläggaren.
Eleverna erhöll skolundervisning motsvarande folkskola samt sysselsattes med jordbruks-, trädgårds-, ladugårds- och skogsarbete liksom i diverse yrken, såsom snickeri, smide, skomakeri, skrädderi m.m. Anstalten bestod av fyra större elevbyggnader, som ritades av arkitekt Johan Fredrik Åbom. De inrymmande sovsalar och dagrum för de olika avdelningarna, skol- och sjuksalar samt en del arbetslokaler, liksom en kapellbyggnad, gymnastikbyggnad, matsals- och köksbyggnad samt verkstad för smide och träslöjd. Två av Åboms elevbyggnader är fortfarande bevarade.
Under 1930-talet blev åkerbrukskolonins metoder alltmer uppmärksammade och omdebatterade, särskilt av Else Kleen. Ungdomarna tvingades till hårt jordbruksarbete och militär exercis. Rymningsförsök eller misskötsamhet bestraffades, ofta med aga eller isolering i mörk cell. Samtidigt kunde flit belönas, till exempel med pengar. På grund av kritiken mot dessa metoder stängdes anstalten 1939.

## Nuvarande fängelset
År 1940 tillkom istället det nuvarande fängelset för vuxna, som dock sedan dess helt bytt skepnad. Åren 1974–1993 var den nuvarande anstalten uppdelad på tre olika kriminalvårdsanstalter, Håga (ett tidigare fängelsesjukhus), Hageby och Hall. Numera ingår Hageby som en avdelning i anstalten Hall, medan Håga (efter att ha utgjort en avdelning i Hall 1993–2001), åter är en anstalt men inordnad i den lokala myndigheten. 
I juni 2020 togs det första spadtaget till en utbyggnad av anstalten med 120 platser. Utbyggnaden görs inom det befintliga anstaltsområdet och består i en nybyggnad, kallad hus A, på cirka 7.500 kvm. Förutom boende för de intagna, så kommer byggnaden innehålla lokaler för bland annat arbetsdrift och studier. Hus A planeras stå färdigt hösten 2022.[uppföljning saknas] Hela ombyggnaden på Hall beräknas vara klar 2026.

## Föreståndare/direktörer
- 1875–1878: Hjalmar Kylberg
- 1882–1916: Fredrik Fant
- 1916–1921: David Lund
- 1922–1928: Olof Sundin
- 1929–1939: Olof Fryklund
- 1940–1952: Gunnar Rudstedt
- 1952–2022: ???
- 2022–idag: Johan Molinder